# Tour del Gavaudan Llenguadoc-Rosselló
El Tour del Gavaudan Llenguadoc-Rosselló és una competició ciclista per etapes que es disputa al Llenguadoc-Rosselló. La primera edició data del 1973, i les primeres edicions va estar reservada a corredors amateurs, fins que va desaparèixer el 1993. El 2006 es va recuperar, i tres anys més tard, va entrar al calendari de l'UCI Europa Tour.

## Palmarès

### Fins al 1993
| - 1973: Bernard Bourreau - 1974: Michel Charlier - 1975: Bernard Vallet - 1976: Joël Millard - 1977: Michel Charlier - 1978-79: No disputat - 1980: Philippe Chevallier | - 1981: Etienne Néant - 1982: Jean-Marie Landher - 1983: Bernard Pinneau - 1984: Bernard Faussurier - 1985: Jean-Paul Garde - 1986: Fabrice Lagrange - 1987: Denis Jusseau | - 1988: Philippe Delaurier - 1989: Luis Felipe Moreno - 1990: Eugeny Anaskine - 1991: Artūras Kasputis - 1992: Pascal Hervé - 1993: Pascal Churin |

### A partir del 2006
| Any  | Vencedor           | Segon              | Tercer               |
| ---- | ------------------ | ------------------ | -------------------- |
| 2006 | Ludovic Martin     |                    |                      |
| 2007 | Tanel Kangert      | David Tanner       | Sébastien Grédy      |
| 2008 | Mateusz Taciak     | Julien Antomarchi  | Brice Feillu         |
| 2009 | David Rösch        | Julien Simon       | Sébastien Harbonnier |
| 2010 | Jérôme Coppel      | Guillaume Levarlet | Wilco Kelderman      |
| 2011 | Guillaume Levarlet | Jonathan Hivert    | Paul Voss            |
| 2012 | Davide Rebellin    | Robert Vrečer      | Rudy Molard          |
| 2013 | Yoann Bagot        | Stéphane Rossetto  | Sébastien Duret      |
| 2014 | Amets Txurruka     | Thomas Degand      | Alexis Vuillermoz    |
| 2015 | Thibaut Pinot      | Thomas Voeckler    | Stéphane Rossetto    |
| 2016 | No disputat        |                    |                      |
| 2017 | Guillaume Martin   | Romain Sicard      | Nicolas Edet         |
| 2018 | Jaakko Hänninen    | Rein Taaramäe      | Geoffrey Bouchard    |